# Élection présidentielle française de 1887
L’élection présidentielle française de 1887 s’est déroulée le 3 décembre 1887. Elle avait pour but de pourvoir la succession de Jules Grévy, démissionnaire. Elle vit la victoire de l'ancien ministre des Finances Sadi Carnot au second tour de scrutin.

## Contexte
À partir d'octobre 1887, l'affaire des décorations éclate, éclaboussant[pas clair] d'abord Daniel Wilson, gendre de Jules Grévy, puis rapidement celui-ci, qui couvre son gendre. À partir de la mi-novembre, plusieurs intrigues politiques se mettent en place. Les républicains décident de renverser le gouvernement Rouvier le 19 novembre mais Grévy refuse la démission de celui-ci. Après plusieurs jours de suspens, le Président annonce sa démission pour le 1er décembre, qui ne vient finalement que le 2, après un dernier bras de fer avec la Chambre.
Les pronostics sur cette élection placent l'ancien président du Conseil Jules Ferry, bien que discrédité par l'Affaire du Tonkin, en première position, suivi par Charles de Freycinet, et Charles Floquet. Mais sa politique coloniale désastreuse a provoqué l'ire des radicaux et des monarchistes. De plus, le Conseil municipal de Paris installe « en plein Hôtel de Ville un bureau révolutionnaire décidé à proclamer la Commune si Jules Ferry est élu président de la République »[réf. souhaitée]. Paul Déroulède, avec l'appui de la Ligue des patriotes, des socialistes guesdistes et blanquistes, organise une manifestation contre Jules Ferry qui reste modérée et sans grandes violences.
Le Figaro est l'un des seuls journal à miser sur le fait que Ferry est trop clivant et que Freycinet est trop proche de Grévy, ce qui amènera forcément au second tour de scrutin une victoire d'un homme plus effacé, comme Sadi Carnot.

## Réunions préparatoires
Les conservateurs de l'Union conservatrice se réunissent à la fin du mois de novembre et se divisent. Un certain nombre demandent à s'abstenir, d'autres à soutenir le général Félix Gustave Saussier, un républicain mais qui est aussi opposé à Georges Boulanger, d'autres le général Félix Antoine Appert ou même Ferry lui-même, comme Paul de Cassagnac pour créer une situation encore plus explosive. Chez les bonapartistes notamment, la volonté reste d'être contre Ferry, la question de voter pour Boulanger est aussi évoquée. Finalement, il n'y a aucun unité de vote. 
La première réunion préparatoire républicaine a lieu le 2 décembre avec presque uniquement les radicaux. Le premier tour donne pour résultat : Floquet 101, Freycinet 94, Henri Brisson 66, Carnot 49 et Ferry 19. Clemenceau demande à Floquet de se désister en faveur de Freycinet pour joindre les forces avec les opportunistes. Le second tour donne : Freycinet 190, Brisson 83, Carnot 27, Floquet 26 et Ferry 11. Freycinet devient donc le candidat des radicaux.
Le scrutin préparatoire de tous les républicains se déroule le lendemain, jour du scrutin officiel. Le premier et le second tour donnent Ferry en tête et Freycinet en second, le premier ne manquant que 60 voix pour avoir la majorité absolue. Le temps de midi, Clemenceau se rend compte que Ferry va gagner à l'usure et propose de voter pour Carnot. Le troisième tour : Ferry 179, Carnot 162, Freycinet 109, Brisson 52. Freycinet décide de se retirer. Le dernier tour n'a que 250 participants et le résultat est de 182 voix pour Carnot.

## Résultats
| Candidats            | Candidats              | Étiquettes               | Premier tour | Premier tour | Second tour | Second tour |
| Candidats            | Candidats              | Étiquettes               | Voix         | %            | Voix        | %           |
| -------------------- | ---------------------- | ------------------------ | ------------ | ------------ | ----------- | ----------- |
|                      | Sadi Carnot            | Union des gauches        | 303          | 35,69        | 616         | 74,49       |
|                      | Félix Gustave Saussier | Républicain conservateur | 148          | 17,43        | 188         | 22,73       |
|                      | Jules Ferry            | Union démocratique       | 212          | 24,97        | 11          | 1,33        |
|                      | Charles de Freycinet   | Républicain modéré       | 76           | 8,95         | 5           | 0,60        |
|                      | Félix Antoine Appert   | Républicain conservateur | 72           | 8,48         | 5           | 0,60        |
|                      | Henri Brisson          | Union républicaine       | 26           | 3,06         |             |             |
|                      | Charles Floquet        | Gauche radicale          | 5            | 0,59         | 1           | 0,12        |
|                      | Anatole de la Forge    | Extrême gauche           | 2            | 0,24         |             |             |
|                      | Félix Pyat             | Extrême gauche           | 2            | 0,24         | 1           | 0,12        |
|                      | Louis Pasteur          | Sans étiquette           | 2            | 0,24         |             |             |
|                      | Eugène Spuller         | Républicain modéré       | 1            | 0,12         |             |             |
|                      |                        |                          |              |              |             |             |
| Suffrages exprimés   | Suffrages exprimés     | Suffrages exprimés       | 849          | 99,65        | 827         | 98,22       |
| Votes blancs et nuls | Votes blancs et nuls   | Votes blancs et nuls     | 3            | 0,35         | 15          | 1,78        |
| Total                | Total                  | Total                    | 852          | 100          | 842         | 100         |

## Analyse
Lors du premier tour, Carnot se détache assez nettement des autres candidats, sans obtenir pour autant la majorité absolue des suffrages, tandis que Ferry peine à le suivre, talonné par le général Saussier. Au second tour, Ferry se retire de la course au profit de Carnot, qui double son résultat du premier tour en faisant le plein des voix à gauche, tandis que le général Saussier améliore quelque peu le sien.
Cette élection est l'inverse que ce qui a été prévu par les observateurs. L'élection de Carnot est en réalité le rejet de Ferry, même par son propre camp qui finit par être inquiet de ses projets de dissolution et son caractère d'homme fort. Les républicains font ainsi le choix d'un homme sans envergure, ni grande influence qui ne fait que réduire encore la puissance morale de la Présidence de la République. La crise de l'affaire des décorations et l'élection de Sadi Carnot ne font qu'alimenter le boulangisme naissant.